# Vildanden
För andra betydelser, se Vildanden (olika betydelser).

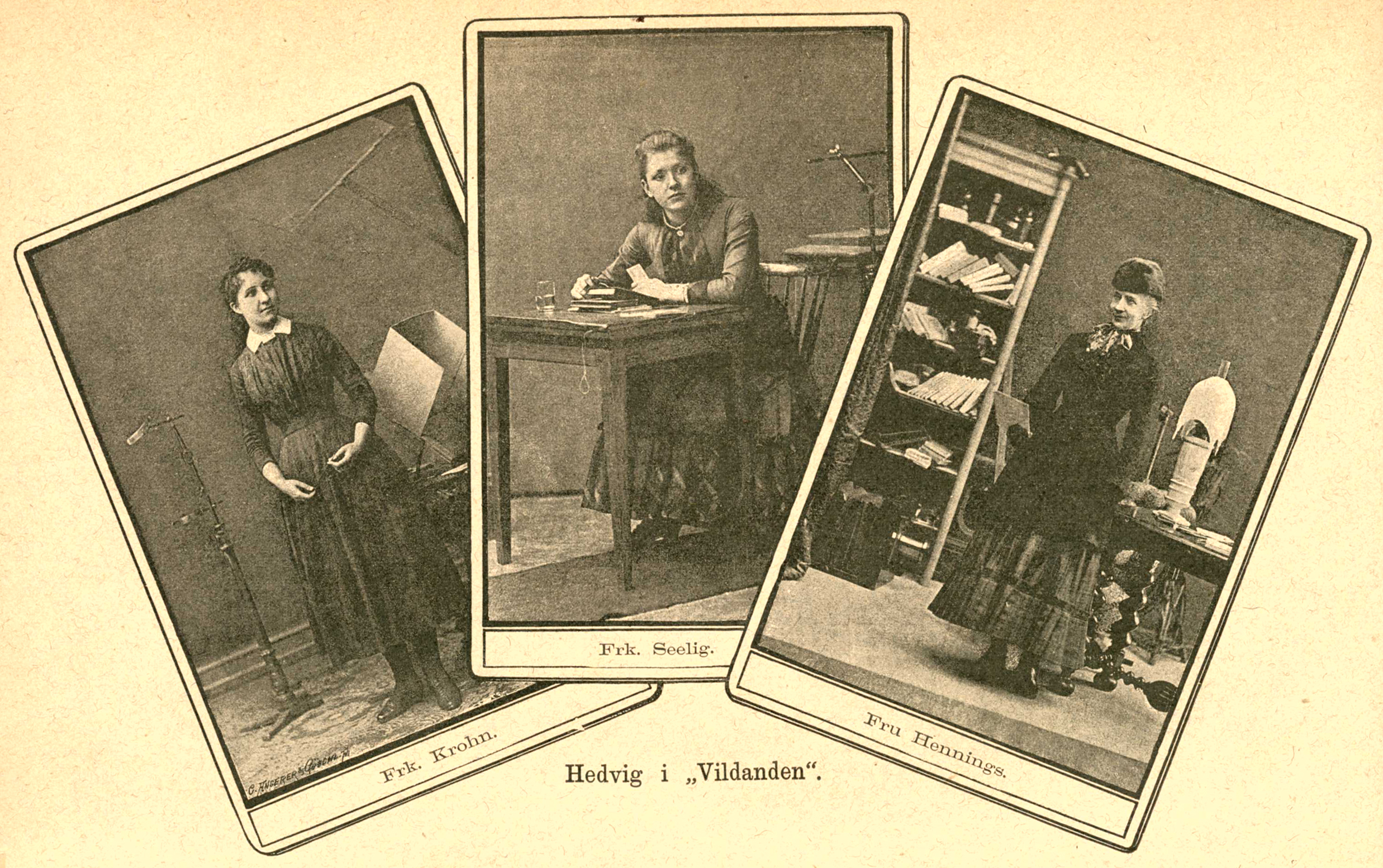
Tre olika kvinnor som spelat rollen som Hedvig i Vildanden. Från vänster Lully Krohn, Lotten Lundberg-Seelig och Betty Hennings.

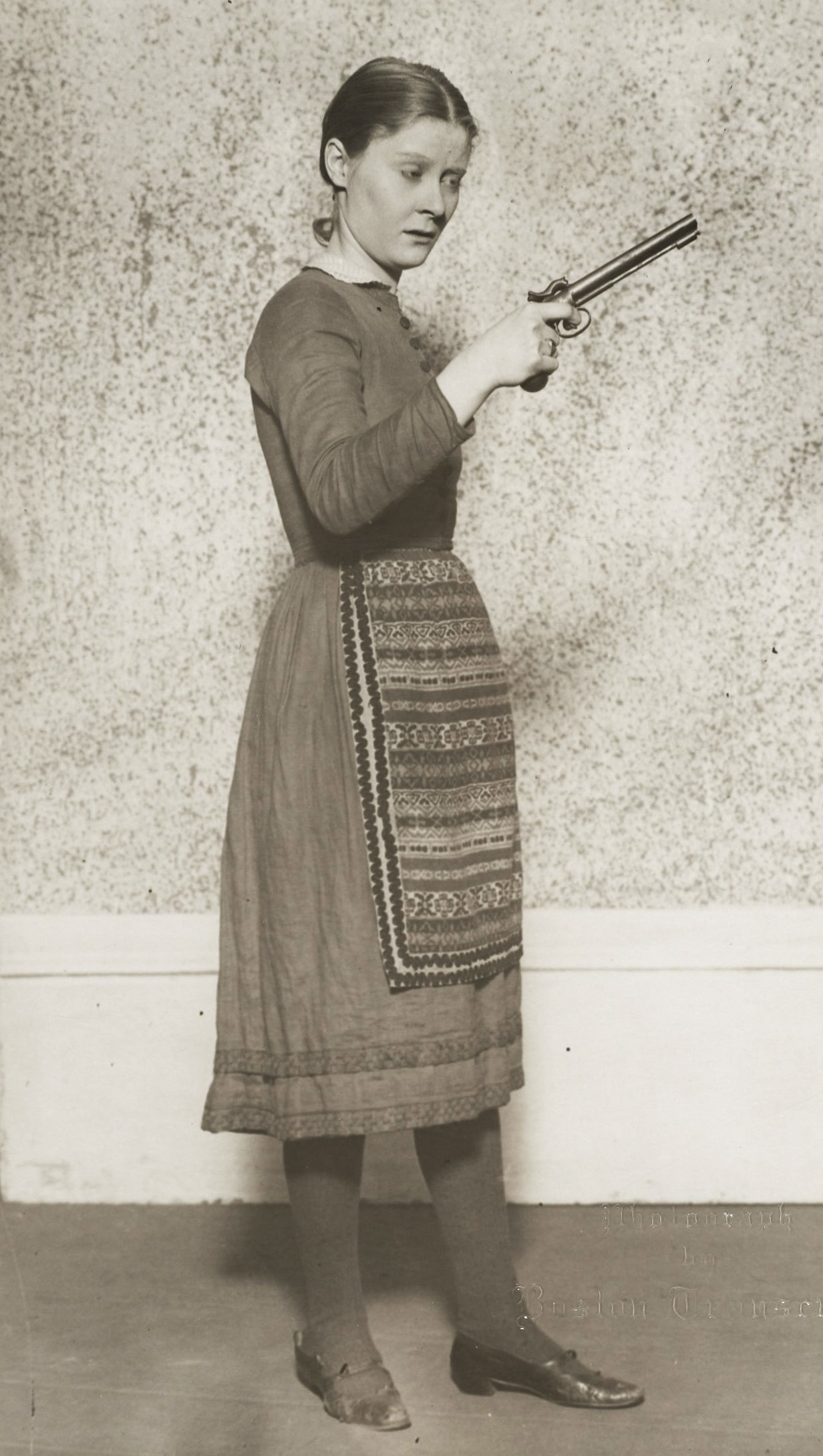
Peg Entwistle 1925, i rollen som Hedvig. I likhet med rollfiguren slutade Entwistle sitt liv med ett självmord.

Vildanden är en pjäs från 1884 av Henrik Ibsen. Pjäsen hade världspremiär den 9 januari 1885 vid Den Nationale Scene i Bergen. Uppsättningen blev en succé. Stycket skrevs i realistisk stil, men flera litteraturforskare (bland annat Francis Bull) har påpekat styckets släktskap med symbolismen. Pjäsen har fem akter. 
Första planen till Vildanden kommer från vintern 1882-1883. Ett första utkast till pjäsen påbörjades emellertid inte förrän den 20 april 1884, och den 11 november 1884 blev Vildanden utgiven på Gyldendalske Boghandels Forlag i Köpenhamn och Kristiania (nutida Oslo) i en upplaga på 8 000 exemplar.

## Roller
- Hjalmar Ekdal, en fotograf
- Gina Ekdal, hans fru
- Hedvig, deras dotter
- Gamle Ekdal, Hjalmar Ekdals far
- Dr Relling, Ekdals granne
- Molvik, Ekdals granne
- Gregers Werle, grosshandlarens son
- Grosshandlare Werle
- Fru Sørby, grosshandlare Werles hushållerska

## Handling
Pjäsen börjar med att fotografen Hjalmar Ekdal blir inbjuden till ett middagssällskap hos den rike och gamla förrättningsmannen grosshandlare Werle, med anledning av att hans son Gregers Werle nyligen kommit hem till staden. Hjalmar är en tidigare ungdomsvän till Gregers, och Gregers är Hjalmars enda och bäste vän. Hjalmar känner sig dock obekväm i sällskapet; han känner att Gregers far ser honom som en oönskad gäst och att han inte klarar av att leva upp till den aristokratiska standard sällskapet representerar. Det blir inte bättre av att Hjalmars alkoholiserade far, gamle Ekdal, dyker upp i huset mitt i sällskapet. Hjalmar låtsas som om han inte känner sin far. Gregers bråkar med sin far och flyttar istället in hos Hjalmar och hans familj. Han menar att alla de lögner som Hjalmar inte känner till är sådant han bör veta om. Därför är det hans uppdrag att se till att Hjalmar får veta allt han inte vet.
Hedvig har en vild and som bor på loftet bakom en dörr. Dr. Relling, som bor i lägenheten under familjen Ekdal, menar att Hjalmar har det bäst i sin okunskap, och tror att han kommer att gå under om han får veta allt han inte känner till.
När Hjalmar får veta att Hedvig möjligtvis inte är hans dotter avskyr han henne och vill inte ha mer med henne att göra. Gregers intalar henne att om hon offrar det käraste hon har, vildanden, så kommer han att tycka om henne igen. Hjalmar ändrar sig efter att ha pratat med Gregers, men när han kommer tillbaka har Hedvig, i sin förtvivlan över att fadern förskjutit henne, skjutit sig.

## Mottagande
Ibsen antog på förhand att stycket skulle ge kritiker huvudbry, och han fick rätt i detta. Skådespelet är präglat av flertydighet som ger stort rum för olika tolkningar – kanske mer än någon annan pjäs av Ibsen. Detta gjorde att både kritikers och teaterintresserades åsikter om pjäsen blev mycket delade.
Ett annat kännetecken som bidrog till splittringen var den säregna blandningen av komedi och tragedi. Pjäsen innehar klart komiska element, med tanke på presentationen av osympatiska karaktärer med stora svagheter, som på liv och död vill realisera sina tvivelaktiga mål. Men tragedin tar över efterhand då Hedvig framställs som ett oskyldigt offer. Dödsfallet i slutet definierar i högsta grad styckets tragiska natur.

## Tematik
Huvudtemat i pjäsen kretsar kring frågan: "Får människor det bättre om obehagliga sanningar om deras liv kommer fram?" Författaren låter olika personer i pjäsen ha olika uppfattningar om detta. 
Doktor Relling är en talesman för att människor har det bäst om de blir skonade från sanningen. Han pratar om "livslögnen" som en medicin. Relling säger mot slutet den kända repliken; "Tar du livslögnen från en genomsnittsmänniska tar du omedelbart lyckan från denne". 
Gregers menar det motsatta, att människor bör få veta sanningen om sina liv, och går aktivt in för detta. Han säger också "Å fan, tro det!" vilket har gett det bevingade ordet "fan tro't, sa Relling" ("det tvivlar jag på").
Ordet livslögn kommer från Vildanden.

## Uppsättningar (urval)
- 1935 – Göteborgs Stadsteater med bland annat Kolbjörn Knudsen.
- 1936 – Vasateatern med Gösta Ekman i rollen som Hjalmar Ekdal.
- 1989 – Bo Widerberg iscensatte pjäsen som miniserie för Sveriges Televisions räkning med bland annat Tomas von Brömssen, Pernilla August, Melinda Kinnaman, Stellan Skarsgård och Sten-Åke Cederhök i rollerna.
- 2008–09 – Stockholms Stadsteater med regi av Tommy Berggren, med bland annat Johan Rabaeus, Peter Andersson, Marie Richardson, Ingvar Hirdwall, Josefin Ljungman och Sten Ljunggren i rollerna.
- 2015 – Dramaten med regi av Anna Pettersson, med Thérèse Brunnander, Magnus Ehrner, Pontus Gustafsson, Lina Leandersson, Hannes Meidal, Per Svensson och Pierre Wilkner i rollerna.